# Swiss Basketball League 2021-2022
La Swiss Basketball League 2021-2022 è stata la 91ª edizione del massimo campionato svizzero di pallacanestro maschile.

## Squadre partecipanti
| Squadra          | Città     | Palazzetto                     | Capacità |
| ---------------- | --------- | ------------------------------ | -------- |
| Boncourt         | Boncourt  | Le Chaudron                    | 1 500    |
| Fribourg Olympic | Friborgo  | Site Sportif Saint-Léonard     | 3 000    |
| Lions de Genève  | Ginevra   | Salle polyvalente Pommier      | 2 000    |
| Lugano Tigers    | Lugano    | Istituto Elvetico              | 1 000    |
| BBC Monthey      | Monthey   | Reposieux                      | 800      |
| SAM Massagno     | Massagno  | Scuole Elementari Nosedo       | 800      |
| Starwings        | Basilea   | Sporthalle Birsfelden          | 2 000    |
| Neuchâtel        | Neuchâtel | Halle de sport de La Riveraine | 2 500    |
| BBC Nyon         | Nyon      | Centre sportif du Rocher       | 1 500    |
| Swiss Central    | Lucerna   | Schulsportanlage Staffeln      | 400      |

### Allenatori e primatisti
Aggiornato al 2 maggio 2022
| Squadra         | Allenatore        | Capitano          | Maggiori presenze in RS               | Top scorer "La Mobilière" |
| --------------- | ----------------- | ----------------- | ------------------------------------- | ------------------------- |
| Monthey         | Patrick Pembele   | Marlon Kessler    | Marlon Kessler, Jalen Hayes (27)      | Jacori Payne (416)        |
| Nyon            | Stefan Ivanović   | William Van Rooij | 5 giocatori (27)                      | Maleye N'Doye (328)       |
| Boncourt        | Vladimir Ružičić  | Nemanja Ćalasan   | 4 giocatori (27)                      | Brent Jackson (573)       |
| Fribourg        | Petar Aleksić     | Boris Mbala       | Robert Zinn (27)                      | Kwamain Mitchell (274)    |
| Lions de Genève | Andrej Štimac     | Thomas Jurkovitz  | Thomas Jurkovitz (27)                 | Scott Suggs (384)         |
| Lugano          | Milutin Nikolić   | Andrea Bracelli   | 3 giocatori (27)                      | Tony Criswell (485)       |
| Massagno        | Robbi Gubitosa    | Dušan Mlađan      | Vernon Taylor, Alexander Martino (27) | Vernon Taylor (431)       |
| Starwings       | Dragan Andrejević | Branislav Kostić  | Branislav Kostić (27)                 | Devin Cooper (521)        |
| Neuchâtel       | Mitar Trivunović  | Bryan Colón       | 3 giocatori (27)                      | Selim Fofana (437)        |
| Swiss Central   | Orlando Bär       | Michael Plüß      | Michael Plüß, Stan Leemans (27)       | Antwoine Anderson (396)   |

### Classifica
| Pos | Squadra              | G  | V  | P  | PF   | PS   | DP   | Pt | Qualificazione            |
| --- | -------------------- | -- | -- | -- | ---- | ---- | ---- | -- | ------------------------- |
| 1   | Fribourg Olympic     | 27 | 26 | 1  | 2343 | 1748 | +595 | 53 | Qualificate per i playoff |
| 2   | Spinelli Massagno    | 27 | 22 | 5  | 2396 | 1975 | +421 | 49 | Qualificate per i playoff |
| 3   | Union Neuchâtel      | 27 | 17 | 10 | 2016 | 1922 | +94  | 44 | Qualificate per i playoff |
| 4   | Lions de Genève      | 27 | 14 | 13 | 1917 | 1931 | −14  | 41 | Qualificate per i playoff |
| 5   | Swiss Central Basket | 27 | 13 | 14 | 2038 | 2141 | −103 | 40 | Qualificate per i playoff |
| 6   | Nyon                 | 27 | 12 | 15 | 1953 | 2097 | −144 | 39 | Qualificate per i playoff |
| 7   | Starwings Basket     | 27 | 9  | 18 | 1900 | 2122 | −222 | 36 | Qualificate per i playoff |
| 8   | Monthey-Chablais     | 27 | 9  | 18 | 2054 | 2120 | −66  | 36 | Qualificate per i playoff |
| 9   | Boncourt             | 27 | 9  | 18 | 2187 | 2377 | −190 | 36 |                           |
| 10  | Lugano Tigers        | 27 | 4  | 23 | 1991 | 2362 | −371 | 31 |                           |

### Statistiche

#### Statistiche individuali Regular Season
| Categoria   | Giocatore         | Squadra          | Statistica |
| ----------- | ----------------- | ---------------- | ---------- |
| Punti       | Brent Jackson     | Boncourt         | 21.2       |
| Rimbalzi    | Thomas Rutherford | Starwings        | 11.4       |
| Assist      | Jérémy Jaunin     | BBC Nyon         | 5.0        |
| Valutazione | Thomas Rutherford | Starwings        | 24.3       |
| Recuperi    | Derek Jackson     | Boncourt         | 2.4        |
| Stoppate    | Daniel Giddens    | Neuchâtel        | 1.4        |
| Palle perse | Devin Cooper      | Starwings        | 3.9        |
| 2P%         | Davonta Jordan    | Fribourg Olympic | 70.5%      |
| 3P%         | Paul Gravet       | Fribourg Olympic | 48.3%      |
| FT%         | Dušan Mlađan      | SAM Massagno     | 93.0%      |

#### Statistiche giocatori formati in Svizzera
| Categoria   | Giocatore       | Squadra          | Statistica |
| ----------- | --------------- | ---------------- | ---------- |
| Punti       | Selim Fofana    | Neuchâtel        | 16.8       |
| Rimbalzi    | Ilija Vranic    | Starwings        | 7.1        |
| Assist      | Jérémy Jaunin   | BBC Nyon         | 5.0        |
| Valutazione | Selim Fofana    | Neuchâtel        | 19.0       |
| Recuperi    | Natan Jurkovitz | Fribourg Olympic | 2.0        |
| Stoppate    | Killian Martin  | Neuchâtel        | 0.6        |
| 2P%         | Arnaud Cotture  | Fribourg Olympic | 65.1%      |
| 3P%         | Paul Gravet     | Fribourg Olympic | 48.3%      |
| FT%         | Dušan Mlađan    | SAM Massagno     | 93.0%      |

#### Migliori prestazioni individuali in RS
| Categoria   | Giocatore                                            | Squadra                                     | Statistica | Avversario                                               |
| ----------- | ---------------------------------------------------- | ------------------------------------------- | ---------- | -------------------------------------------------------- |
| Punti       | Arkim Robertson                                      | Lugano Tigers                               | 45         | vs Boncourt                                              |
| Rimbalzi    | Arkim Robertson                                      | Lugano Tigers                               | 20         | vs Boncourt                                              |
| Assist      | Vernon Taylor Bryan Colón Jérémy Jaunin Jacori Payne | SAM Massagno Neuchâtel BBC Nyon BBC Monthey | 11         | vs Boncourt vs Lugano Tigers vs BBC Monthey vs Neuchâtel |
| Recuperi    | Derek Jackson                                        | Boncourt                                    | 9          | vs BBC Nyon                                              |
| Stoppate    | Arkim Robertson Daniel Giddens                       | Lugano Tigers Neuchâtel                     | 6          | vs Starwings vs Swiss Central                            |
| Valutazione | Arkim Robertson                                      | Lugano Tigers                               | 68         | vs Boncourt                                              |

### Tabellone
|  | Quarti di finale | Quarti di finale | Quarti di finale | Quarti di finale | Quarti di finale | Quarti di finale | Quarti di finale |  |  | Semifinali       | Semifinali       | Semifinali | Semifinali | Semifinali | Semifinali | Semifinali |   |   | Finale           | Finale           | Finale | Finale | Finale | Finale | Finale |  |
|  |                  |                  |                  |                  |                  |                  |                  |  |  |                  |                  |            |            |            |            |            |   |   |                  |                  |        |        |        |        |        |  |
|  | Fribourg Olympic | Fribourg Olympic | 83               | 106              | 79               | –                | –                |  |  |                  |                  |            |            |            |            |            |   |   |                  |                  |        |        |        |        |        |  |
|  | BBC Monthey      | BBC Monthey      | 74               | 52               | 75               | –                | –                |  |  | Fribourg Olympic | Fribourg Olympic | 62         | 81         | 65         | 66         | –          |   |   |                  |                  |        |        |        |        |        |  |
|  | Lions de Genève  | Lions de Genève  | 83               | 72               | 74               | –                | –                |  |  | Lions de Genève  | Lions de Genève  | 63         | 53         | 41         | 51         | –          |   |   |                  |                  |        |        |        |        |        |  |
|  | Swiss Central    | Swiss Central    | 58               | 61               | 66               | –                | –                |  |  |                  |                  |            |            |            |            |            |   |   | Fribourg Olympic | Fribourg Olympic | 84     | 93     | 94     | –      | –      |  |
|  | Neuchâtel        | Neuchâtel        | 57               | 81               | 60               | 63               | –                |  |  |                  |                  | Neuchâtel  | Neuchâtel  | 75         | 46         | 56         | – | – |                  |                  |        |        |        |        |        |  |
|  | BBC Nyon         | BBC Nyon         | 71               | 68               | 56               | 62               | –                |  |  | Neuchâtel        | Neuchâtel        | 70         | 91         | 71         | 76         | –          |   |   |                  |                  |        |        |        |        |        |  |
|  | SAM Massagno     | SAM Massagno     | 88               | 91               | 71               | –                | –                |  |  | SAM Massagno     | SAM Massagno     | 81         | 87         | 69         | 73         | –          |   |   |                  |                  |        |        |        |        |        |  |
|  | Starwings        | Starwings        | 75               | 66               | 66               | –                | –                |  |  |                  |                  |            |            |            |            |            |   |   |                  |                  |        |        |        |        |        |  |

### Quarti di finale

#### Fribourg Olympic - Monthey-Chablais
| Arbitri: | Bosko Stojcev Fabiano Vitalini Kenny Jeanmonod |

|                                        |            |                            |
| Cotture 14 N. Jurkovitz 12 Janković 11 | Punti      | 39 Dixson 21 Payne 7 Hayes |
| Zinn 8                                 | Assist     | 8 Payne                    |
| Janković 4                             | Rimbalzi   | 6 Langford                 |
| Petar Aleksić                          | Allenatori | Patrick Pembele            |

| Arbitri: | Slobodan Novakovic David Mazzoni Martin Demierre |

|                               |            |                                |
| Gravet 17 Zinn 14 Janković 13 | Punti      | 11 Tutonda 9 Langford 7 Dixson |
| Zinn 6                        | Assist     | 3 Payne                        |
| Zinn 10                       | Rimbalzi   | 8 Dixson                       |
| Petar Aleksić                 | Allenatori | Patrick Pembele                |

| Arbitri: | Sébastien Clivaz Davide Balletta José Goncalves |

|                                |            |                               |
| Dixson 29 Payne 23 Langford 23 | Punti      | 19 Miljanić 14 Zinn 9 Cotture |
| Payne 6                        | Assist     | 4 Zinn                        |
| Payne 8                        | Rimbalzi   | 4 Zinn, Cotture               |
| Patrick Pembele                | Allenatori | Petar Aleksić                 |

#### Lions de Genève - Swiss Central Basketball
| Arbitri: | Sébastien Clivaz Martin Demierre David Mazzoni |

|                               |            |                                   |
| Zeković 23 Suggs 13 Seylan 12 | Punti      | 17 Leemans 12 Lehmann 12 Phillips |
| Nottage 9                     | Assist     | 5 Lehmann                         |
| Zeković 10                    | Rimbalzi   | 4 Leemans                         |
| Andrej Štimac                 | Allenatori | Orlando Bär                       |

| Arbitri: | Bosko Stojcev Massimo Tagliabue Yoann Buttet |

|                             |            |                              |
| Suggs 15 Nottage 14 Kuba 14 | Punti      | 23 Anderson 12 Obim 11 Rauch |
| Nottage 5                   | Assist     | 4 Fuchs                      |
| Zeković 9                   | Rimbalzi   | 8 Rauch                      |
| Andrej Štimac               | Allenatori | Orlando Bär                  |

| Arbitri: | Markos Michaelides Fabio Vitalini Christophe Curty |

|                                 |            |                             |
| Anderson 19 Lehmann 12 Fuchs 11 | Punti      | 15 Kuba 14 Zeković 14 Suggs |
| Fuchs 3                         | Assist     | 3 Suggs                     |
| Phillips 6                      | Rimbalzi   | 11 Zeković                  |
| Orlando Bär                     | Allenatori | Andrej Štimac               |

#### Union Neuchâtel Basket - BBC Nyon
| Arbitri: | Markos Michaelides Davide Balletta José Goncalves |

|                              |            |                               |
| Fofana 21 Colon 13 Anabir 11 | Punti      | 26 Umipig 19 Jaunin 11 N'Doye |
| Colon 4                      | Assist     | 3 Jaunin                      |
| Popović, Anabir 4            | Rimbalzi   | 7 Zoccoletti                  |
| Mitar Trivunović             | Allenatori | Stefan Ivanović               |

| Arbitri: | Sébastien Clivaz Fabiano Vitalini Ashley Carr |

|                              |            |                               |
| Colon 23 Fofana 16 Martin 12 | Punti      | 13 Umipig 13 Jaunin 13 Warden |
| Popović 6                    | Assist     | 4 Jaunin                      |
| Giddens 9                    | Rimbalzi   | 5 Wolfisberg                  |
| Mitar Trivunović             | Allenatori | Stefan Ivanović               |

| Arbitri: | Slobodan Novakovic Martin Demierre Davide Balletta |

|                                  |            |                                      |
| Umipig 14 N'Doye 13 Zoccoletti 9 | Punti      | 20 Colon 10 Giddens 7 Fofana, Morris |
| Umipig, N'Doye 2                 | Assist     | 6 Popović                            |
| N'Doye 9                         | Rimbalzi   | 9 Morris                             |
| Stefan Ivanović                  | Allenatori | Mitar Trivunović                     |

| Arbitri: | Markos Michaelides Bosko Stojcev Yoann Buttet |

|                                  |            |                               |
| N'Doye 23 Umipig 18 Zoccoletti 6 | Punti      | 20 Popović 13 Colón 7 Giddens |
| Zoccoletti 4                     | Assist     | 5 Morris                      |
| Zoccoletti 8                     | Rimbalzi   | 8 Popović, Giddens            |
| Stefan Ivanović                  | Allenatori | Mitar Trivunović              |

#### Spinelli Massagno - Starwings Basket
| Arbitri: | Slobodan Novakovic Massimo Tagliabue Christophe Curty |

|                                      |            |                                   |
| M. Mlađan 29 D. Mlađan 21 Nikolić 18 | Punti      | 25 Hansen 17 Cooper 14 Rutherford |
| Martino 6                            | Assist     | 5 Cooper, Kostic                  |
| Nikolić 11                           | Rimbalzi   | 12 Rutherford                     |
| Robbi Gubitosa                       | Allenatori | Dragan Andrejević                 |

| Arbitri: | Markos Michaelides Davide Balletta Dejan Hohler |

|                             |            |                                 |
| Kovac 19 Taylor 18 James 16 | Punti      | 16 Cooper 14 Schommer 11 Hansen |
| Taylor, James 5             | Assist     | 5 Kostic                        |
| Nikolić 8                   | Rimbalzi   | 9 Hansen                        |
| Robbi Gubitosa              | Allenatori | Dragan Andrejević               |

| Arbitri: | Bosko Stojcev Jenny Jeanmonod Yoann Buttet |

|                                          |            |                                 |
| Cooper 17 Hansen 15 Schommer, Rutherford | Punti      | 22 Kovac 14 D. Mlađan 11 Taylor |
| Hansen 4                                 | Assist     | 9 Taylor                        |
| Rutherford 15                            | Rimbalzi   | 8 Nikolić                       |
| Dragan Andrejević                        | Allenatori | Robbi Gubitosa                  |

### Semifinali

#### Fribourg Olympic - Lions de Genève
| Arbitri: | Sébastien Clivaz Davide Balletta Massimo Tagliabue |

|                                  |            |                              |
| Miljanić 18 Mitchell 13 Mbala 10 | Punti      | 16 Adams 14 Suggs 14 Zeković |
| Mitchell 6                       | Assist     | 6 Adams                      |
| Cotture 8                        | Rimbalzi   | 10 Nottage                   |
| Petar Aleksić                    | Allenatori | Andrej Štimac                |

| Arbitri: | Markos Michaelides Slobodan Novakovic Martin Demierre |

|                                        |            |                                 |
| Miljanić 19 Cotture 16 N. Jurkovitz 11 | Punti      | 13 Kuba 12 T. Jurkovitz 8 Adams |
| Zinn 5                                 | Assist     | 8 Nottage                       |
| Cotture 7                              | Rimbalzi   | 7 Nottage, Adams                |
| Petar Aleksić                          | Allenatori | Andrej Štimac                   |

| Arbitri: | Bosko Stojcev Fabiano Vitalini David Mazzoni |

|                             |            |                                   |
| Seylan 10 Suggs 9 Zeković 7 | Punti      | 17 Janković 11 Cotture 8 Miljanić |
| Nottage, T. Jurkovitz 4     | Assist     | 7 Zinn                            |
| Suggs, Zeković 6            | Rimbalzi   | 7 Miljanić, Mbala                 |
| Andrej Štimac               | Allenatori | Petar Aleksić                     |

| Arbitri: | Slobodan Novakovic Davide Balletta José Goncalves |

|                                      |            |                                            |
| Nottage 13 Zeković 11 T. Jurkovitz 9 | Punti      | 26 Janković 19 N. Jurkovitz 7 Mbala, Kelly |
| Nottage 3                            | Assist     | 4 N. Jurkovitz                             |
| Nottage 9                            | Rimbalzi   | 13 Janković                                |
| Andrej Štimac                        | Allenatori | Petar Aleksić                              |

#### Spinelli Massagno - Union Neuchâtel Basket
| Arbitri: | Markos Michaelides Fabiano Vitalini Kenny Jeanmonod |

|                                |            |                               |
| M. Mlađan 21 Kovac 16 James 13 | Punti      | 21 Colón Popović 18 Martin 11 |
| Williams 6                     | Assist     | 5 Colón                       |
| Nikolić 7                      | Rimbalzi   | 12 Colón                      |
| Robbi Gubitosa                 | Allenatori | Mitar Trivunović              |

| Arbitri: | Sébastien Clivaz Bosko Stojcev Christophe Curty |

|                                  |            |                              |
| D. Mlađan 17 Nikolić 17 James 15 | Punti      | 22 Fofana 21 Colón 21 Morris |
| Taylor 6                         | Assist     | 2 Colón, Fofana, Morris      |
| M. Mlađan 7                      | Rimbalzi   | 5 Morris, Martin             |
| Robbi Gubitosa                   | Allenatori | Mitar Trivunović             |

| Arbitri: | Slobodan Novakovic Davide Balletta Martin Demierre |

|                                          |            |                                              |
| Fofana 21 Anabir 10 Giddens, Granvorka 8 | Punti      | 19 M. Mlađan 14 D. Mlađan 9 Taylor, Williams |
| Fofana 5                                 | Assist     | 5 Taylor                                     |
| Giddens 6                                | Rimbalzi   | 7 James                                      |
| Mitar Trivunović                         | Allenatori | Robbi Gubitosa                               |

| Arbitri: | Bosko Stojcev Kenny Jeanmonod Fabiano Vitalini |

|                               |            |                                           |
| Colón 18 Popović 16 Fofana 15 | Punti      | 17 Williams 16 Taylor 11 M. Mlađan, James |
| Colón 6                       | Assist     | 4 Taylor                                  |
| Colón 7                       | Rimbalzi   | 8 M. Mlađan                               |
| Mitar Trivunović              | Allenatori | Robbi Gubitosa                            |

### Finali

#### Fribourg Olympic - Union Neuchâtel Basket
| Arbitri: | Markos Michaelides Slobodan Novakovic Fabiano Vitalini |

|                                 |            |                               |
| Cotture 19 Kelly 16 Mitchell 12 | Punti      | 28 Colón 13 Popović 10 Morris |
| N. Jurkovitz 7                  | Assist     | 3 Popović, Timberlake         |
| N. Jurkovitz 7                  | Rimbalzi   | 6 Popović, Giddens            |
| Petar Aleksić                   | Allenatori | Mitar Trivunović              |

| Arbitri: | Sébastien Clivaz Davide Balletta Massimo Tagliabue |

|                                     |            |                             |
| N. Jurkovitz 13 Zinn 13 Miljanić 13 | Punti      | 17 Colón 10 Martin 6 Fofana |
| Zinn 4                              | Assist     | 2 Fofana, Martin            |
| Janković 9                          | Rimbalzi   | 6 Martin                    |
| Petar Aleksić                       | Allenatori | Mitar Trivunović            |

| Arbitri: | Markos Michaelides Slobodan Novakovic Bosko Stojcev |

|                               |            |                               |
| Martin 14 Anabir 10 Giddens 9 | Punti      | 27 Miljanić 16 Kelly 13 Mbala |
| Fofana 6                      | Assist     | 5 Mitchell, Zinn              |
| Giddens 7                     | Rimbalzi   | 9 N. Jurkovitz                |
| Mitar Trivunović              | Allenatori | Petar Aleksić                 |

### Squadra campione
- Campione dI Svizzera:  Fribourg Olympic (20º titolo)

| Fribourg Olympic Basket Club 2021-22 | Fribourg Olympic Basket Club 2021-22 |
| Giocatori                            | Staff tecnico                        |
| ------------------------------------ | ------------------------------------ |

| N. | Naz.                                          | Ruolo | Nome              | Anno | Alt.   | Peso |  |
| -- | --------------------------------------------- | ----- | ----------------- | ---- | ------ | ---- |  |
| 1  | Svizzera (bandiera)                           | GA    | Boris Mbala (C)   | 1996 | 190 cm |      |  |
| 2  | Stati Uniti (bandiera)                        | PG    | Davonta Jordan    | 1997 | 188 cm |      |  |
| 3  | Stati Uniti (bandiera)                        | P     | Kwamain Mitchell  | 1989 | 180 cm |      |  |
| 4  | Serbia (bandiera)                             | C     | Miloš Janković    | 1994 | 206 cm |      |  |
| 5  | Montenegro (bandiera)                         | A     | Slobodan Miljanić | 1990 | 199 cm |      |  |
| 6  | Svizzera (bandiera)                           | A     | Paul Gravet       | 1995 | 204 cm |      |  |
| 13 | Svizzera (bandiera)                           | PG    | Robert Zinn       | 1995 | 196 cm |      |  |
| 17 | Svizzera (bandiera)                           | C     | Vigdon Memishi    | 1999 | 213 cm |      |  |
| 20 | Svizzera (bandiera)                           | AC    | Arnaud Cotture    | 1995 | 203 cm |      |  |
| 21 | Svizzera (bandiera)                           | P     | Yuri Solcà        | 2000 | 189 cm |      |  |
| 27 | Francia (bandiera)                            | PG    | Joanis Maquiesse  | 2003 | 194 cm |      |  |
| 28 | Serbia (bandiera)                             | AC    | Petar Tomić       | 2002 | 208 cm |      |  |
| 29 | Svizzera (bandiera) · RD del Congo (bandiera) | AC    | Rodin Sangwa      | 2002 | 200 cm |      |  |
| 50 | Stati Uniti (bandiera)                        | GA    | Raijon Kelly      | 1993 | 193 cm |      |  |
| 99 | Svizzera (bandiera) · Francia (bandiera)      | A     | Natan Jurkovitz   | 1995 | 202 cm |      |  |

| Allenatore                                                                        |
| - Petar Aleksić                                                                   |
| Assistente/i                                                                      |
| - Ivica Radosavljević Legenda - (C) Capitano - (IN) Inattivo - Infortunato Roster |